# 東氏津波古殿内
東氏 津波古殿内（とううじ つはことぅんち）は、東開極・東風平親方政真を元祖とする琉球王国の士族（首里士族）。旧首里士族東姓大宗家。

## 概要
一世・東開極・東風平親方政真は、家譜では父母不詳（「父母不可考」）とある。門中の間では、三山分立時代の中山王察度王の末裔という言い伝えがある。また、波之上宮を建立したと伝わる崎山里主の末裔で、崎山里主は察度の息子という伝承がある。分家に安仁屋家・与座家・屋宜家・与那覇家・座覇家・与那嶺家等がある。名乗り頭は政。東姓。東姓の門中名は「東姓会」。

## 系譜
- 一世：東開極・東風平親方政真（東風平間切総地頭職）
- 二世：東元宰・東風平親方政供（東風平間切総地頭職、三司官）
- 三世：東宗壽・屋宜親方政長（中城間切屋宜地頭職、謝国富勢頭）
- 四世：東承宗・屋宜里之子親雲上政知（御双紙庫理大筆者、王世子佐敷王子朝良の与力）
- 五世：東表藩・与那覇親雲上政周（南風原間切与那覇地頭職、王世子佐敷王子朝益の与力と御近習役、向氏島尻中城親方朝寿の付衆、御手判書役、向氏国頭親方朝季の与力、尚氏摩文仁王子朝元の儀者大屋子、尚質王姫宮平翁主の大親）
- 六世：東景輝・与那覇親雲上政房（南風原間切与那覇地頭職、尚氏羽地王子朝秀の与力、御評定所筆者、毛氏座喜味親方盛員の与力、系図筆者、御右筆役、山奉行職、算用奉行職）
- 七世：東観陽・与那覇親雲上政久（南風原間切与那覇地頭職、御右筆相付、御右筆役、国頭在番）
- 八世：東咸熈・安仁屋親雲上政副（宜野湾間切安仁屋地頭職、中頭方代官筆者、御右筆相付、御評定所筆者相付、砂糖座大屋子、下庫理番頭、慶良間在番）
- 九世：東日升・安仁屋里之子親雲上政慶（「球陽」加勢筆者、尚氏今帰仁王子朝忠の与力、御評定所寄筆者、御評定所筆者相付、米御藏大屋子、尚氏読谷王子朝恒の与力、国相読谷王子朝恒の御右筆役、尚氏浦添王子朝央の与力、王世子尚哲の御右筆役、御物大親、接貢船才府）
- 十世：東得宗・安仁屋里之子親雲上政清（中城御殿御物方、国頭方神水検者、給地御蔵大屋子、佐敷御殿大親、大与中取、下庫理番頭、鍛冶奉行職）
- 十一世：東邦英・安仁屋里之子親雲上政守（二十八歳で死去）
- 十二世：東順法・与世山親方政輔（安仁屋政輔）（具志頭間切与座地頭職、国学筆者、平等所大屋子見習、英国船来航時の通事、平等所大屋子足役、平等所大屋子、「科律（刑法典）」編修役、護送船脇筆者、唐物方御用係役、平等所加勢大屋子、尚氏浦添王子朝熹の御物方大親、糾華人債中取、御近習相付、平等所大屋子主取、御近習役、接貢船才府、向氏翁長親方朝典の相付、御所帯係職、檄示刑法條目主裁職、南風之平等学校奉行職、勘定奉行職、向氏具志川王子朝敷の大親、南風之平等総横目）
- 十三世：東国興・津波古親方政正（佐敷間切津波古地頭職、官生、国学講談師匠、系図仮中取、系図中取、高奉行職、講談読上役、御書院当職、尚泰王の侍講官、申口吟味役、御所帯方吟味役、平等之側、御双紙庫理奉行職、請封進貢使者、東京使者）
- 十四世：東朝棟・津波古親雲上政衡（下庫理小赤頭、御書院小赤頭、御書院童子御小性、御書院御小性、寺社中取）
- 十五世：東守仁・津波古政昭（下庫理小赤頭）
- 十五世：津波古政公
- 十六世：東政弘（当主）

## 系統の歩み
- 元祖の東風平親方政真の父母・妻の名は不明。尚円王代に東風平間切総地頭職に任ぜられ、紫冠に叙せられる。1524年、首里崎山村幸地に宅地を賜り、「永く子孫に伝え万民侵すべからず（他人がこの土地を侵してはならない）」という宝印を賜る。
- 二世の東風平親方政供は、元祖政真の長男。父の跡目を継いで東風平間切の総地頭職に任ぜられ、紫冠に叙せられる。後に尚清王代の三司官（宰相）に任ぜられる。屋良座森城の碑に「東風平の大やくもい真牛」とあり、真牛は童名である。
- 三世の屋宜親方政長は、二世政供の長男。尚寧王代に中城間切屋宜地頭職に任ぜられ、座敷に叙せられる。後に謝国富勢頭（警備・編成隊長）に任ぜられ、公務のために大島（奄美大島）へ赴く。帰国して紫冠に叙せられる。
- 四世の屋宜里之子親雲上政知は、三世政長の次男。長男の政喬は、二十六歳の若里之子（従八品）の時、薩摩軍の侵攻で識名において戦い戦死したので、跡目は政喬の弟、政知が継いだ。政知は御双紙庫理大筆者（城中管掌・褒賞の書記）をつとめる。世子佐敷王子朝良（尚恭、尚豊王長男）の与力（従者）に任ぜられ、黄冠に叙せられる。
- 五世の与那覇親雲上政周は、四世政知の長男。世子佐敷王子尚文（朝益、尚豊王次男）の与力（従者）に任ぜられ、筑登之座敷（従九品）に叙せられる。1634年、冊封完了の御札使者として尚文が京都へ上国する時、与力（従者）や御近習役（世話役）に任ぜられる。1638年、向氏島尻中城親方朝寿が薩摩へ赴く時、政周は付衆（文筆できる従者）に任ぜられる。その後、御手判書役（辞令書・手印）をつとめる。後に黄冠に叙せられる。三司官向氏国頭親方朝季の与力（従者）に任ぜられる。その後は再び、御手判書役（辞令書・手印）をつとめる。尚氏摩文仁王子朝元（尚弘仁、尚質王三男）の儀者大屋子（秘書官長）に任ぜられる。南風原間切与那覇地頭職に任ぜられ、座敷（従四品）に叙せられる。後に尚質王姫宮平公主（宮平翁主、尚質王五女）の大親（家令）に任ぜられる。
- 六世の与那覇親雲上政房は、五世政周の長男。摂政尚氏羽地王子朝秀（羽地朝秀）の与力（従者）に任ぜられ、筑登之座敷（従九品）に叙せられる。御評定所筆者（書記）をつとめる。後に黄冠に叙せられる。年頭使毛氏座喜味親方盛員の与力（従者）に任ぜられる。その後は再び、御評定所筆者（書記）をつとめ、西原間切石嶺地頭職に任ぜられる。摂政尚氏大里王子朝亮らによる系図改正の時、景輝（政房）は御評定所筆者（書記）と系図筆者（家譜の書記）をつとめる。後に御右筆役（文書の浄書）をつとめ、座敷（従四品）に叙せられる。父の跡目を継いで南風原間切与那覇地頭職に任ぜられる。山奉行職（林政の長官）に任ぜられ、六十二歳の時に申口座（従三品）に叙せられる。後に算用奉行職（諸座勘定の長官）に任ぜられる。
- 七世の与那覇親雲上政久は、六世政房の長男。御右筆相付（文書の浄書）をつとめ、若里之子（従八品）に叙せられる。後に黄冠に叙せられる。御右筆役（文書の浄書）をつとめ、当座敷（従五品）に叙せられる。後に座敷（従四品）に叙せられる。1715年、薩摩の通達で国書は和文で書くように言われ、政久は薩摩で二年間、和文による公文書を学習して帰国する。その後は再び、御右筆役（文書の浄書）をつとめる。後に国頭在番（地方行政監督官）に任ぜられる。1724年、眼を患って辞職し、父に続いて南風原間切与那覇地頭職に任ぜられる。
- 八世の安仁屋親雲上政副は、七世政久の長男。中頭方代官筆者（代官の書記）に任ぜられ、黄冠に叙せられる。御右筆相付（文書の浄書）、御評定所筆者相付（書記）をつとめる。砂糖座大屋子（黒糖収納の役所の所長）に任ぜられ、当座敷（従五品）に叙せられる。下庫理番頭（城中取締の取締長）に任ぜられ、座敷（従四品）に叙せられる。宜野湾間切安仁屋地頭職に任ぜられる。後に慶良間在番（地方行政監督官）に任ぜられる。
- 九世の安仁屋里之子親雲上政慶は、八世政副の長男。「球陽」加勢筆者（書記）をつとめ、若里之子（従八品）に叙せられる。尚氏今帰仁王子朝忠（今帰仁朝義、名乗は朝義に改めた）の与力（従者）に任ぜられ、黄冠に叙せられる。御評定所寄筆者（書記）、御評定所筆者相付（書記）をつとめる。後に米御藏大屋子（年貢収納の役所の所長）に任ぜられる。その後、尚氏読谷王子朝恒（尚和、尚敬王次男、名乗は朝憲に改めた）の与力（従者）に任ぜられ、朝恒が国相となり、政慶は国相の御右筆役（文書の浄書）に任ぜられる。後に尚氏浦添王子朝央（尚図、尚穆王次男）の与力（従者）に任ぜられる。その後、世子尚哲（尚穆王長男）の御右筆役（文書の浄書）に任ぜられ、当座敷（従五品）に叙せられる。御物大親（財政の行政官）と尚哲の妻（尚氏汀間按司）の御物方（財政責任者）に任ぜられる。後に接貢船才府（買取責任者）に任ぜられる。
- 十世の安仁屋里之子親雲上政清は、九世政慶の次男。長男の政章は十歳で死去したので、跡目は政章の弟、政清が継いだ。政清は若里之子（従八品）や黄冠に叙せられ、中城御殿御物方（世子邸宅の財政係官）をつとめる。後に国頭方神水検者に任ぜられる。その後、給地御蔵大屋子（米銭出納の役所の所長）に任ぜられ、当座敷（従五品）に叙せられる。佐敷御殿大親（王妃の公務の行政官）に任ぜられる。後に大与中取（戸籍・民事の役所の事務長）に任ぜられる。その後、下庫理番頭（城中取締の取締長）に任ぜられる。後に鍛冶奉行職（鍛冶の役所の長官）に任ぜられる。
- 十一世の安仁屋里之子親雲上政守は、十世政清の長男。若里之子（従八品）に叙せられるが、二十八歳で死去。
- 十二世の与世山親方政輔（安仁屋政輔）は、十一世政守の長男。国学筆者（学問に関する書記）をつとめ、若里之子（従八品）に叙せられる。平等所大屋子見習（判事見習）をつとめ、黄冠に叙せられる。1822年、英国船来航の時、通事をつとめる。後に平等所大屋子足役（判事補佐）、平等所大屋子（判事）をつとめる。1827年、英国船来航の時、再び通事をつとめる。後に「科律（刑法典）」編修役をつとめる。その後、護送船脇筆者（護送船の書記）と唐物方御用係役（礼物出納の係官）に任ぜられる。後に平等所加勢大屋子（判事補助）をつとめる。その後、摂政尚氏浦添王子朝憙（尚元魯、尚真王の三男尚韶威の子孫、浦添朝熹）の御物方大親（財政の行政官）に任ぜられ、当座敷（従五品）に叙せられる。糾華人債中取（華人の役所の事務長）、御近習相付（国王内輪の世話役）に任ぜられる。後に平等所大屋子主取（主席判事）をつとめ、座敷（従四品）に叙せられる。御近習役（国王内輪の世話役）に任ぜられる。後に接貢船才府（買取責任者）に任ぜられる。その後、具志頭間切与座地頭職に任ぜられる。名を与世山と改名。後に申口座（従三品）に叙せられる。検使向氏翁長親方朝典の相付（監督官補佐）に任ぜられる。後に御所帯係職（租税・国庫出納の責任者）に任ぜられ、紫冠に叙せられる。檄示刑法條目主裁職（役所通達・刑法布告文書の責任者）に任ぜられる。後に南風之平等学校奉行職（南風地区の学校・行政役所の長官）、勘定奉行職（諸役座会計検査の長官）に任ぜられる。その後、向氏具志川王子朝敷（尚弼、尚育王三男）の大親（家令）に任ぜられる。後に南風之平等総横目（南風地区警察長）に任ぜられる。政輔は牧志朝忠(板良敷朝忠)に英語を教えた。1861年、宮古島讒書事件（前島尻与人（村役人）・波平恵教）の時、平等所大屋子（担当判事）だった。

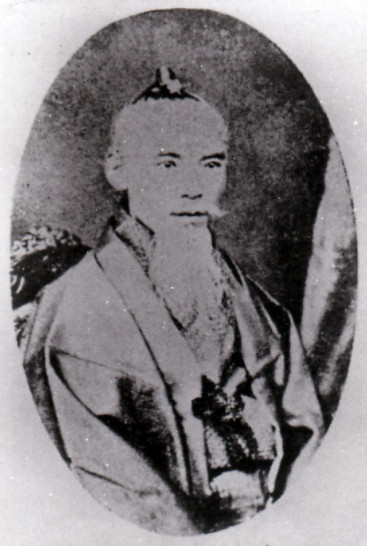
津波古政正

- 十三世の津波古親方政正は、十二世政輔の長男。若里之子（従八品）に叙せられ、官生（留学生）となる。後に黄冠に叙せられる。その後、当座敷（従五品）に叙せられる。国学講談師匠（最高学府の講師）に任ぜられ、座敷（従四品）に叙せられる。系図仮中取（国史・家譜の役所の事務長補佐）、系図中取（国史・家譜の役所の事務長）に任ぜられる。後に高奉行職（田畑・諸知行・唐船出入の点検等の役所の長官）に任ぜられる。その後、講談読上役（主席講師）に任ぜられる。後に御書院当職（国賓を迎え入れる御殿の責任者）に任ぜられる。その後、尚泰王の侍講官（教授）に任ぜられる。後に佐敷間切津波古地頭職に任ぜられる。その後、申口吟味役（財政以外の国政の次官）に任ぜられる。後に御所帯方吟味役（租税・国庫出納の役所の次官）、平等之側（司法・首里の土地山林の布告令達の役所の責任者）に任ぜられる。その後、御双紙庫理奉行（城中管掌・褒賞の役所の長官）に任ぜられる。1864年には請封進貢使者として清国に渡る。また、明治維新の時、琉球王国からの東京使者として東京（明治政府）に駐在。
- 十四世の津波古親雲上政衡は、十三世政正の長男。下庫理小赤頭（下働きする者）をつとめ、御書院小赤頭（下働きする者）、御書院童子御小性（下働きする者）をつとめ、若里之子（従八品）に叙せられる。御書院御小性（下働きする者）をつとめ、黄冠に叙せられる。寺社中取（寺社の役所の副主任）となり当座敷（従五品）に叙せられる。
- 十五世の政昭は、十四世政衡の長男。下庫理小赤頭（下働きする者）をつとめる。政昭は、男子をもうけることができなかったので、跡目は政昭の弟、政公が継いだ。
- 十五世の政公は、十四世政衡の次男。
- 十六世の政弘は、十五世政公の長男。

## 分家
- 分家四世：知念親方政貞（1624年、天啓帝の使者来琉で薩摩へ報告。娘（思戸金）は尚質王の側室。）
- 分家五世：佐久川親方政武（伊江島漂着の異国船の件で薩摩に報告。政貞の次男。）
- 分家五世：知念親方政興（世子尚貞の安否を問いに薩摩へ上国。知念殿内。）
- 分家六世：高安親方政幸（1698年、八重山と久米島に漂着した異国人を貢船に便乗させて福州へ。政興の次男。）
- 分家：天願親方政放（1742年、貢期の件で薩摩へ。1796年、嘉慶帝即位の慶賀正使で清国に渡る。1809年の年頭使及び借用銀両の件で薩摩へ上国。）
- 分家：大山親方政綱（1828年の年頭使）
- 分家：浦崎親方政行（1842年の年頭使）
- 分家：浦崎親方政種（1855年の年頭使）

## 門中の家名
津波古、知念、座覇、宮里、小波蔵、喜久川、兼浜、佐久川、具志堅、徳村、稲福、屋嘉比、奥間、名嘉山、与那覇、奥原、久場、真志喜、瀬嵩、仲本、儀間、玻名城、佐久本、村吉。家譜数は四十五冊。（「氏集」より）

## 東氏門中の逸話
津波古殿内（津波古家）は公文書作成や法律案、英語通訳、侍講など学識深い知識人が多い。「牧志恩河事件」では、玉川王子朝達（尚灝王七男・尚慎）も拷問にかけられるところを、津波古親方政正は、風説をもとに高官を落とし入れるのに反対、王母に訴えて刑を免れさせた。1879年の琉球処分による置県時に、開化党と頑固党が対立したおり、津波古親方政正は中立穏健な姿勢を取り、尚泰王は少なからず感化を受けた。一世の東風平親方政真が宅地を賜った場所は、崎山御嶽の隣という。御嶽の地所にはもと崎山里主が居住し、ここから高麗瓦が出土。首里城からも同じ年代の高麗瓦が出ており、察度王時代の物という。崎山里主は波上宮を創建、察度王の子という伝えと東氏の元祖という口碑がある。沖縄県那覇市首里崎山町の崎山御嶽がある崎山公園には、「東姓拝所」と刻まれた崎山里主の墓碑が現在も残されている。

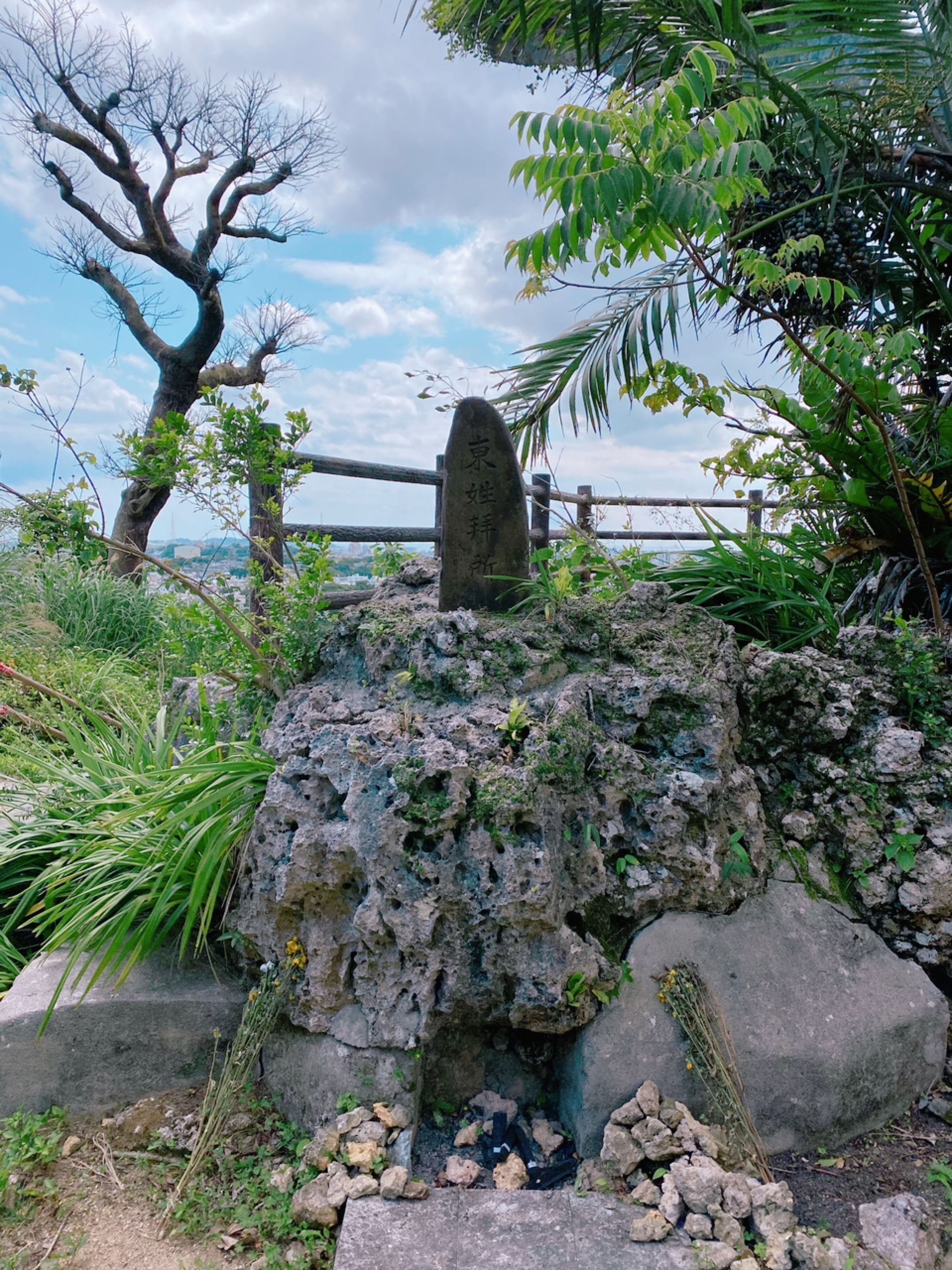

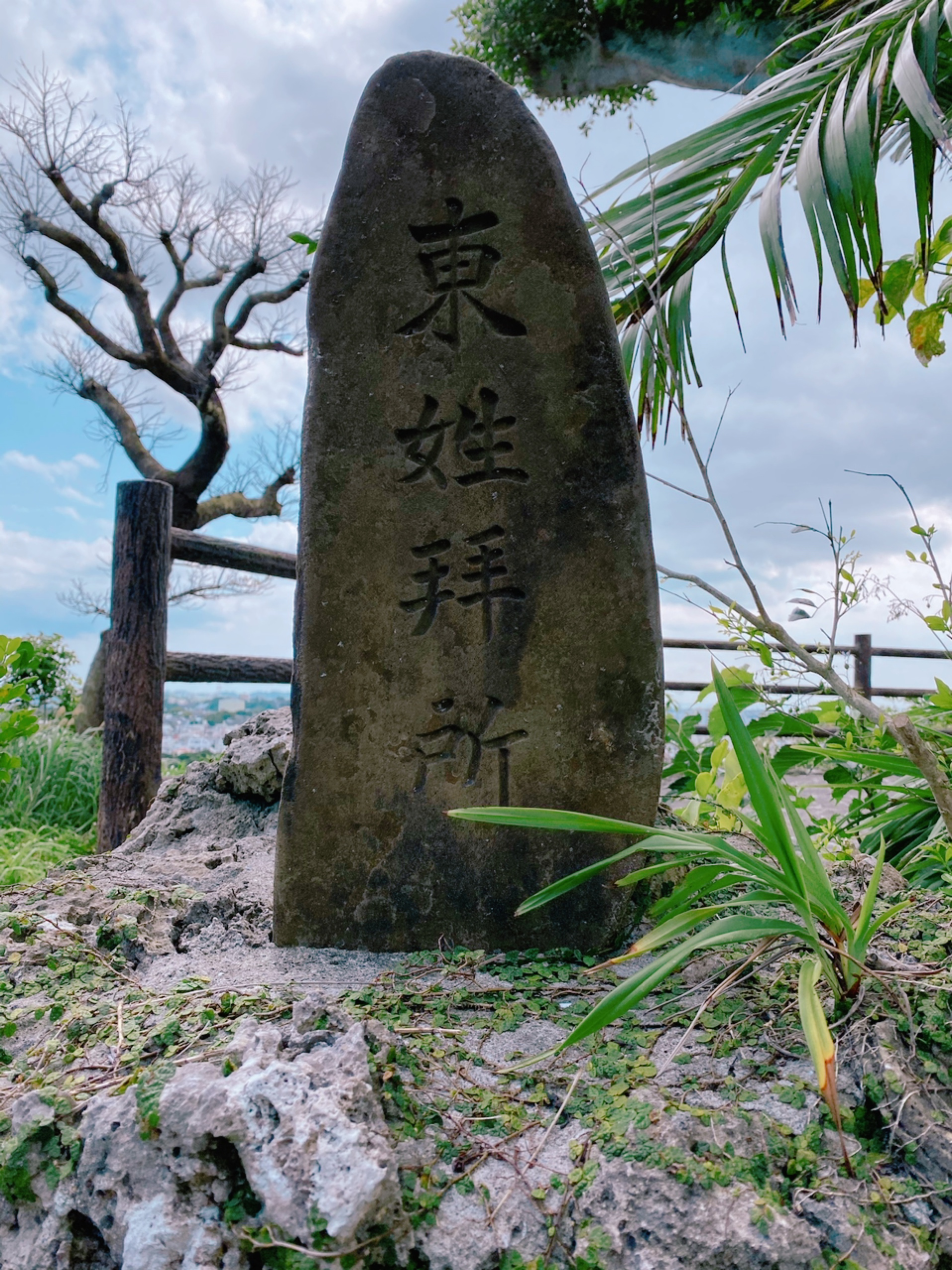

## 東氏の人々
具志堅政冶著書の「続・紙ハブ小のたわ言」では「東姓の始祖」と題し、漢那憲和（海軍少将）も東姓と紹介している。
他に、「尚学院グループ（沖縄尚学高等学校・附属中学校など）」の創立者である名城政雄、理事長・高等学校長の名城政次郎、副理事長・中学校長の名城政一郎、「瑞泉酒造（瑞泉酒造株式会社）」の創業者である佐久本政敦、「咲元酒造合資会社」の創業者である佐久本政明、元社長の佐久本政良と佐久本政雄、社長の佐久本啓が東姓である。また、親泊一郎（株式会社琉球新報社元会長、沖縄セルラー電話株式会社元会長）、親泊政博（株式会社琉球新報社元社長）も東姓。
また他に、神山政良（沖縄県人会長）、古波蔵政光（元行政副主席）、与那覇政牛（文化財・琉球芸能研究家）、久場政彦（琉球大学教授）、座波政福（建築業界）、佐久川政功（印刷業界）や、安仁屋政雄も東姓である。

## 東氏の石碑・墓碑

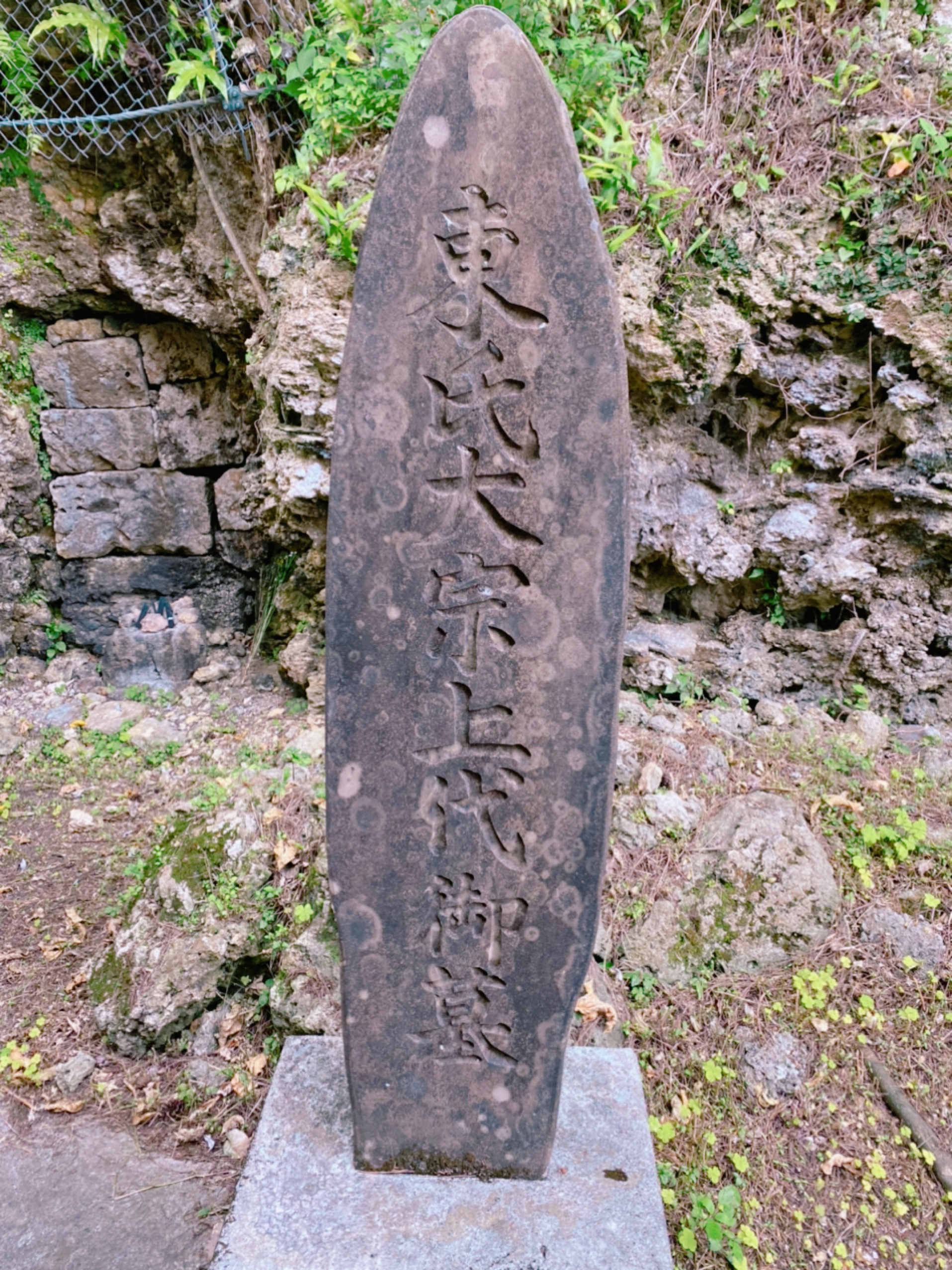

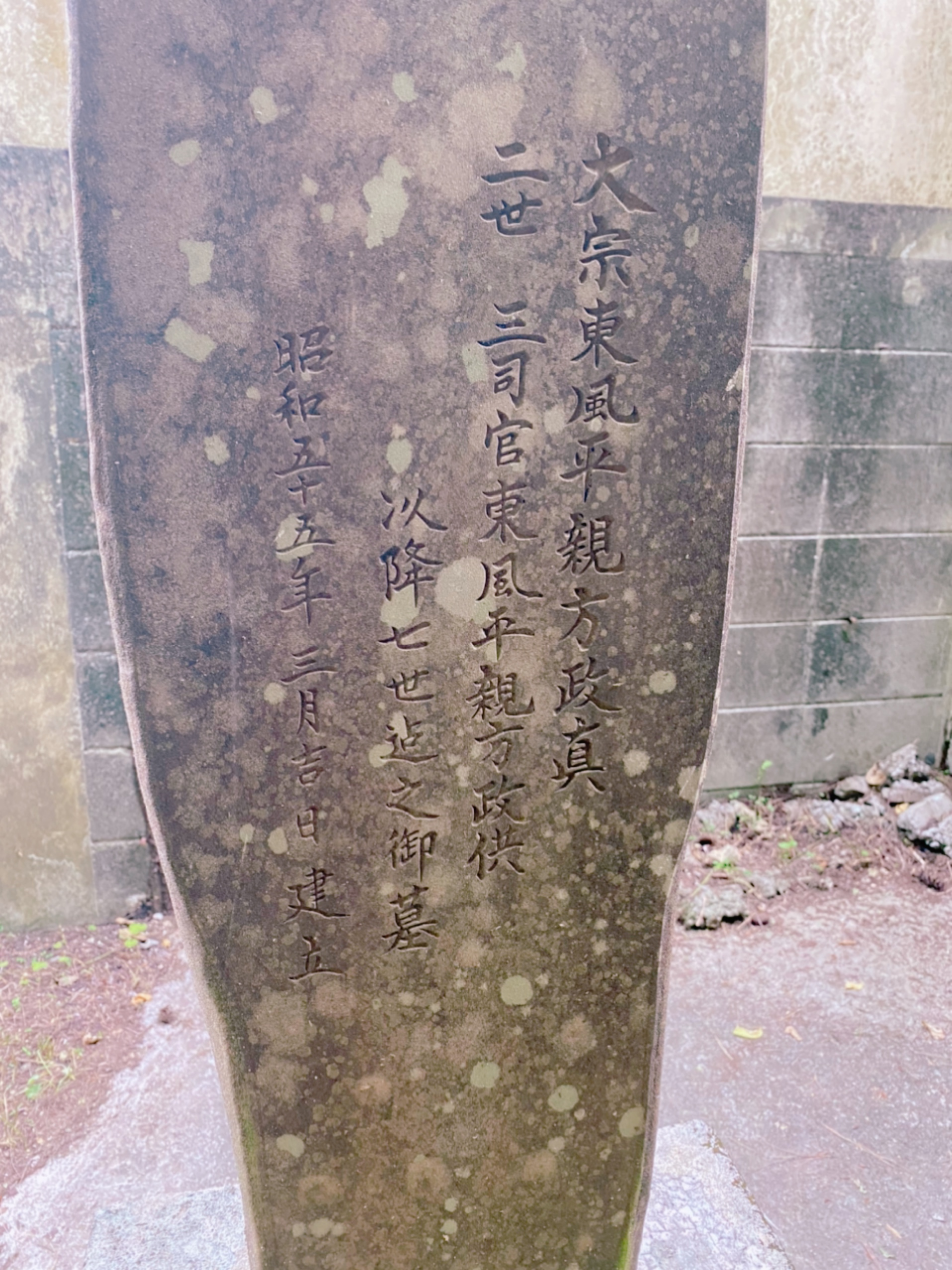

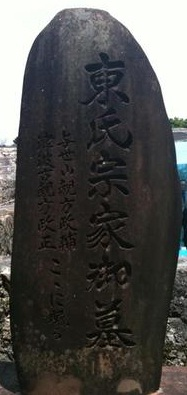
東氏宗家御墓

- 「東姓拝所」は崎山里主の墓碑。沖縄県那覇市崎山町の崎山公園にある。
- 「東氏太宗上代御墓」は一世から七世までの御墓となっている。
- 中宗の墓碑は、東風平親方政真支流（高良親雲上政重、座覇親雲上政茂、知念親方政貞、以降の墓）とある。
- 「東氏宗家御墓」

## むんじゅる節
琉球舞踊の雑踊り（ぞうおどり）の一つに「むんじゅる節」があり、これには「津波古」という名が出てくる。津波古家（東氏津波古殿内）の者のことを唄ったものだという説がある。
「むんじゅる節」
むんじゅる平笠清らものや 女童真頂にちいいせて(花染やう)
花染め手布や前に結で 二才惚らしもの(花染やう)
照喜納坂からやううなよ むんじゅる平笠かぶるなよ(津波古の)
津波古の主の前が にや打ち惚れゆんど(津波古の)
芋のうまさや唐かんだ 米のうまさや赤地米(神酒造ての)
神酒造てのうまさや 白ふぇ唐かんだ(神酒造ての)
（意訳）：ムンジュル笠は美しいものよ　娘の頭にちょっと乗せて（花染めは）　花染め手拭を前結びにして　青年を惚れさせる（花染めは）　照喜名坂を通るときは娘さんよ　ムンジュル笠はかぶらないで（津波古の）　津波古のご主人様が　さらに惚れて込んでしまうよ（津波古の）　芋のおいしいのは唐芋　米のおいしいのは赤地米（神酒を造っての）　神酒造っておいしいのは　白い唐芋（神酒を造っての）
「ムンジュル」とは麦ガラで作った日よけ笠のことである。この「むんじゅる節」は中踊りで踊られる。「舞踊の稲嶺が粟国島で謡われている民謡を習ってきたのを座にいた踊りの名手玉城盛重が振付けたもの」（「琉球舞踊入門」宜保栄治郎）。粟国島発祥の歌であり、元は粟国島の民謡。